# Katharina Maag Merki
Katharina Maag Merki (* 1964 in Horgen/ZH) ist eine Schweizer Pädagogin und Bildungsforscherin. Sie ist Hochschullehrerin und hat einen Lehrstuhl für Theorie und Empirie schulischer Bildungsprozesse an der Universität Zürich, Schweiz.

## Ausbildung und Karriere
Nach erlangter Maturität (1983) absolvierte sie eine Ausbildung zur Primarlehrerin und arbeitete bis 1996 auf dem Beruf. 1993 begann sie ein Studium der Pädagogik (Pädagogische Psychologie und Sozialpädagogik) sowie der Angewandten Psychologie und Mittelschuldidaktik an der Universität Zürich. Sie schloss es 1997 mit dem Lizentiat ab. Im Jahr 2000 folgte die Promotion mit einer Arbeit zum Thema „Überfachliche Kompetenzen“ (Co-Autor Urs Grob; Referent: Helmut Fend; Veröffentlichung im Peter Lang Verlag).
Im Anschluss daran leitete sie den Forschungsbereich Schulqualität & Schulentwicklung der Universität Zürich, dem eine Juniorprofessur für empirische Bildungsforschung an der Goethe-Universität in Frankfurt am Main und am Deutschen Institut für Internationale Pädagogische Forschung (DIPF – Leibniz-Institut für Bildungsforschung und Bildungsinformation) ebenfalls in Frankfurt am Main folgte.
Knapp drei Jahre arbeitete Maag Merki als W3-Professorin für Schulpädagogik mit den Schwerpunkten Schulentwicklung und empirische Schul- und Unterrichtsforschung an der Pädagogischen Hochschule Freiburg, Freiburg im Breisgau, Deutschland.
Seit dem 1. Januar 2009 ist Katharina Maag Merki ordentliche Professorin für Pädagogik mit dem Schwerpunkt „Theorie und Empirie schulischer Bildungsprozesse“ an der Universität Zürich. Sie war die erste Professorin am Pädagogischen Institut der Universität Zürich.

## Weitere Tätigkeiten
2009 bis 2012 war Maag Merki Präsidentin der Schweizerischen Gesellschaft für Bildungsforschung (SGBF), 2013 bis 2021 war sie zudem Forschungsrätin des Schweizerischen Nationalfonds (SNF) für Erziehungs- und Bildungswissenschaften sowie Prodekanin Laufbahn der Philosophischen Fakultät der Universität Zürich. Seit 2017 ist sie Vorsitzende des Hochschulrats der Pädagogischen Hochschule Freiburg, Freiburg im Breisgau, Deutschland.

## Ausgewählte wissenschaftliche Arbeiten
- K. Maag Merki: Schulentwicklungsforschung. In: T. Hascher, W. Helsper, T.-S. Idel (Hrsg.): Handbuch Schulforschung. Springer VS, Wiesbaden 2021. doi:10.1007/978-3-658-24734-8_71-1
- H. Altrichter, K. Maag Merki (Hrsg.): Handbuch Neue Steuerung im Schulsystem. 2., erweiterte Ausgabe. Springer VS, Wiesbaden 2016.
- K. Maag Merki: Kompetenz. In: S. Andresen, R. Casale, T. Gabriel, R. Horlacher, S. Larcher Klee, J. Oelkers (Hrsg.): Handwörterbuch Erziehungswissenschaft. Beltz, Weinheim / Basel 2009, S. 492–506.
- B. Steinert, E. Klieme, K. Maag Merki, P. Döbrich, U. Halbheer, A. Kunz: Lehrerkooperation in der Schule. Konzeption, Erfassung, Ergebnisse. In: Zeitschrift für Pädagogik. Band 52. Nr. 2, 2006, S. 185–204.
- U. Grob, K. Maag Merki: Überfachliche Kompetenzen. Theoretische Grundlegung und empirische Erprobung eines Indikatorensystems. Dissertation. Peter Lang, Bern 2001.